# Eerste Duits-Deense Oorlog

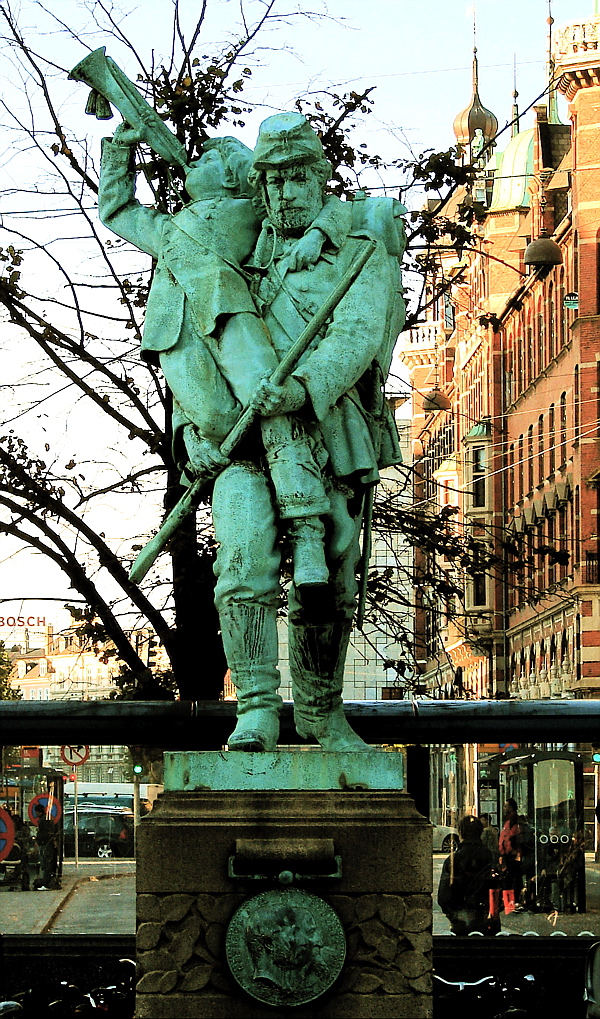
Monument voor de oorlog in Kopenhagen

De Eerste Duits-Deense Oorlog, Sleeswijk-Holsteinoorlog (Duits: Schleswig-Holsteinischer Krieg) of Driejarige Oorlog (Deens:  Treårskrigen) was de eerste oorlog in zuidelijk Denemarken en Noord-Duitsland die voortkwam uit de Sleeswijk-Holsteinse kwestie, een conflict over de hertogdommen Sleeswijk en Holstein. Bij de oorlog, die duurde van 1848 tot 1851, raakten ook troepen van Koninkrijk Pruisen en Zweden betrokken. Uiteindelijk resulteerde de oorlog in een Deense overwinning. Een tweede conflict, de Tweede Duits-Deense Oorlog, brak uit in 1864.

## Achtergrond
In het revolutiejaar 1848 brak in veel Duitse staten de Maartrevolutie uit. De uitwerking hiervan sloeg ook over naar Koninkrijk Denemarken. Op 23 maart vormde een groepering Duitsgezinden uit Sleeswijk-Holstein een eigen provisorische regering onder leiding van Wilhelm Beselers en deze regering verklaarde zich onafhankelijk van Denemarken. Deze Duitsgezinde groepering voelde zich gesterkt door de Maartrevolutie in Berlijn en Wenen; bovendien had Frederik Willem IV van Pruisen te kennen gegeven op te komen voor de zelfstandigheid van Sleeswijk-Holstein.

## Uitbraak en verloop van de oorlog
De voorlopige regering van Sleeswijk-Holstein verwachtte dat de Deense regering de onafhankelijkheid van Sleeswijk-Holstein met geweld zou willen voorkomen, en besloot daarom de vesting van Rendsburg daarvan te vrijwaren. Vrijwilligers uit heel Duitsland sloten zich aan bij het Sleeswijk-Holsteinse leger, dat op 24 maart 1848 probeerde de vesting in te nemen. De Deense koning poogde dit met wapens te voorkomen, maar het leger van Sleeswijk-Holstein lukte het toch om Rendsburg in te nemen. Hierna probeerde het door te stoten richting het noorden, maar bij het Deensgezinde Flensburg werd het teruggeslagen door het Deense leger. Vanaf toen kreeg het Sleeswijk-Holsteinse leger echter hulp van Pruisische troepen die in naam van de Duitse Bond handelden. In mei 1848 trokken ze samen verder Jutland in, maar onder druk van het Verenigd Koninkrijk, Rusland en Frankrijk werd een wapenstilstand afgekondigd.
In 1849 werd deze wapenstilstand door Denemarken verbroken, en begon het tweede gedeelte van de oorlog. In datzelfde jaar nam de Duitse Bond een nieuwe grondwet aan, de zogenaamde Paulskirchenverfassung, en hierbij trad ook Sleeswijk-Holstein toe. Dit leidde tot verdere confrontaties. Eerst leek Sleeswijk-Holstein te winnen, daarna Denemarken, totdat in juli 1849 Denemarken en Pruisen een wapenstilstand afkondigden. In 1850 sloten Denemarken en Pruisen vrede; het leger van Sleeswijk-Holstein probeerde echter de oorlog alleen voort te zetten. Op 25 juli 1850, bij de bloedige slag van Idsted kwam het tot een keerpunt. Hierna trokken de Sleeswijk-Holsteiners zich terug in Rendsburg. Toch probeerden zij nog een keer Missunde en Frederiksstadt in te nemen. Hierbij had het leger van Sleeswijk-Holstein geen succes en onder internationale druk legde het de wapens neer.

## Gevolg van de oorlog
In 1851 en 1852 maakte Denemarken afspraken met de Europese grootmachten over de heroprichting van de Deense personele unie, en in 1852 werd het Verdrag van Londen ondertekend dat het lot van Sleeswijk-Holstein regelde. De grootmachten wilden niet dat Pruisen te groot en machtig zou worden. Daarom pakte het resultaat in het voordeel van Denemarken en in het nadeel van de Duitse Bond uit: de Deense troonopvolging in Sleeswijk-Holstein werd erkend, alle delen van het land moesten gelijkwaardig behandeld worden, Sleeswijk mocht niet bij het Deense koninkrijk worden ingelijfd en Holstein bleef lid van de Duitse Bond. Daarmee veranderde in feite niet zo veel en als gevolg van de blijvende politieke spanningen zou later ook de Tweede Duits-Deense Oorlog uitbreken.